# 德国政党代表色
德国政党各自具有其代表颜色，这有其历史原因也有其党派倾向原因。

## 各政党的代表色
以下按政党在德國聯邦議院的席次排列。

### 基民盟/基社盟
黑色：战后组建的这两个基督教民主主义保守政党，早期主要是俾斯麦时代和魏玛共和国时代的天主教中央党成员，天主教中央党的源头是以教士为主的宗教政治团体，黑色来源于教士的黑色教士服。
橘色：代表基督教民主主义，为德國基督教民主聯盟使用。
蓝色：基社盟的代表色，只在巴伐利亚使用，但基民盟也使用蓝色，作为保守主义的代表。

### 德国社会民主党
红色：德国社会民主党在二战前，与德国共产党为两大左翼政党之一，采用代表左翼或社会民主主义的红色。

### 德国另類選擇
蓝色：代表民族保守主义

### 自由民主党
黄色：代表古典自由主义

### 左翼党
紫色：起源于民主德国执政党德国统一社会党，粉色在德语和英语中表示有些左倾、有些激进，代表该党民主社会主义的政治主张。

### 联盟90/绿党
绿色：代表该党的环保主义和和平主义的政治主张。

## 無席次

### 德國海盜黨
橙色

## 结盟组合颜色
德国的政党分化组合，联合组成政府的时候往往根据他们的代表色的组合称谓他们，比如传統上的左翼红绿联盟（例如施罗德政府）、右翼黑黃聯盟（例如赫爾穆特·科尔政府）、左右红黑联盟（因红、黑两党为德国最大的左右两党，红黑联盟也被称作“大联盟”，组成大联合政府），还有一些特殊的称谓如下，但甚少出現：
- 牙买加联盟：牙买加国旗是黑、黄、绿三色构成，基民盟、自民党和绿党的联盟就被称作“牙买加”[1]。
- 交通灯联盟（英语：Traffic light coalition）：红、黄、绿，社民党、自民党和绿党的联盟[1]。